# أمين الناجي
أمين الناجي (مواليد 8 أبريل 1972) هو ممثل مغربي، شارك في عدة أفلام ومسلسلات مغربية وعربية. وهو واحد من أبرز الممثلين المغاربة الذين برعوا في التقمص والتلون الفني، من خلال قدرته على التحول من شخصية إلى أخرى، بإقناع واحترافية عالية.

## النشأة
وُلد أمين الناجي في 8 أبريل 1972 بمدينة الدار البيضاء، وسط أسرة فنية من جهة الأم، حيث كان أخواله يشتغلون في المسرح، ومن بينهم المخرج المغربي الكبير شفيق السحيمي. نشأ في هذا الجو المليء بالإبداع والفن، ما جعل شغفه بالتمثيل ينمو منذ الصغر. تابع دراسته الابتدائية والثانوية بمدارس الدار البيضاء، وتخرج بعدها بدبلومات عالية في المحاسبة وتدبير المقاولات، لكن رغم هذا التوجه الأكاديمي، ظل عشق التشخيص يرافقه منذ طفولته، فقرر الالتحاق بالمعهد البلدي بالدار البيضاء لتلقي تكوين مسرحي أكاديمي.

## مشواره الفني
خلال دراسته بالمعهد، تبناه خاله شفيق السحيمي وضمّه إلى فرقته المسرحية، حيث أُتيحت له فرصة لعب أدوار إلى جانب أسماء وازنة في الساحة الفنية. بعد تألقه في المسرح بدأ الناجي بالمشاركة في الأعمال التلفزيونية بمجموعة من الأعمال لعل أشهرها لحد الآن هو دور المهيدي في مسلسل وجع التراب للمخرج شفيق السحيمي، وتشخيصه لدور البطولة في سلسلة الحياني من إخراج كمال كمال سنة 2012، وحضوره الوازن في مسلسل ثورية ليونس الركاب ومسلسل الغريب لـ ليلى التريكي وغيرها، وقد شكل كل عمل من هذه الأعمال التلفزيونية انعطافة جديدة في مساره الفني كممثل، 
في مجال السينما كان أول وقوف للناجي أمام الكاميرا في فيلم اعقلتي على عادل؟ من إخراج محمد زين الدين، تلته أفلام أخرى من بينها المنسيون للمخرج حسن بنجلون والمغضوب عليهم ثم الطريق إلى كابول لـ إبراهيم شكيري والفيلم المثير للجدل الزين اللي فيك.

## أعماله
- 2002: العين المطفية
- 2004: وجع التراب
- 2009: صدى الجبل
- 2011: أنا نورا أولا
- 2012: الغريب
- 2012: الطريق إلى طنجة
- 2014: الذئاب لا تنام
- 2015: الشوط الثاني
- 2015: خنيفيسة الرماد
- 2016: سر المرجان
- 2016: مسافة ميل بحذائي
- 2016: بنكالو
- 2017: غزية
- 2017: هوى يا هوى
- 2017: 12 ساعة
- 2018: صمت الفراشات
- 2018: عام في الغربة
- 2018: كيليكيس دوار البوم
- 2018: عز المدينة
- 2019: الماضي لا يموت
- 2019: ولاد المختار
- 2020: هي
- 2021: ولاد المرسى
- 2021: كلها او طريقو
- 2022: الدائرة 1555
- 2022: لمكتوب
- 2022: أولاد الدرب

2022: بيا ولا بيك
- 2022: 7 ليالي
- 2024: دار النسا
- 2024: بنات لحديد

## روابط خارجية
- أمين الناجي على موقع IMDb (الإنجليزية)
- أمين الناجي على موقع قاعدة بيانات الأفلام العربية
- أمين الناجي على موقع قاعدة بيانات الفيلم (الإنجليزية)